# Rio Grande (film)
Rio Grande – amerykański western z 1950 roku. Ostatnia część „trylogii kawaleryjskiej”. Film oparto na opowiadaniu J.W. Bellaha z Saturday Evening Post. Film został zrealizowany w Monument Valley, oraz w kilku innych miejscach południowej części Utah jak np. mieście Moab.

## Główne role
- John Wayne – Podpułkownik Kirby Yorke
- Maureen O’Hara – Kathleen Yorke
- Ben Johnson – Travis Tyree
- Claude Jarman Jr. – Jefferson 'Jeff' Yorke
- Harry Carey Jr. – Daniel 'Sandy' Boone
- Chill Wills – Dr Wilkins (chirurg pułku)
- J. Carrol Naish – Philip Sheridan

Film był pierwszą audycją nadaną z napisami dla niesłyszących na Telegazecie.